# Megachile aurilabris
Megachile aurilabris là một loài Hymenoptera trong họ Megachilidae. Loài này được Pasteels mô tả khoa học năm 1965.